# Zheng Yi (pirate)
Pour les articles homonymes, voir Zheng (homonymie).
Ne doit pas être confondu avec Zheng Yi.
Zheng Yi, ou Cheng I (en chinois : 鄭一), né en 1765 et mort le 16 novembre 1807, est un puissant pirate chinois qui opérait à partir du Guangdong et dans toute la mer de Chine méridionale à la fin du XVIIIe siècle. 

## Biographie
Le nom de naissance de Cheng I est Zheng Wenxian. Il est né en 1765 dans le comté de Xin'an, dans la province de Guangdong en Chine, sous le règle de la dynastie Qing Chine. Son père Zheng Lianchang et son jeune frère Zheng San étaient des pirates depuis des générations. 
Très tôt, Cheng I est impliqué dans les intrigues du gouvernement chinois. Lorsqu'une guerre civile éclate au Vietnam en 1771, la Chine intervient. Cheng I joue alors un rôle majeur en favorisant la victoire des rebelles Tây Sơn.  
En 1798, Cheng I kidnappe Cheung Po Tsai, un jeune garçon de 15 ans issu d'une famille de pêcheurs de Tankan. Cheng I le pousse alors à s'engager avec lui dans la piraterie. Cheung Po accepte et gravit rapidement les échelons au sein de la flotte pirate commandée par Cheng I. 
En 1801, les intrigues d'une prostituée de 26 ans, Shi Xianggu (connue sous le nom de Ching Shih), qui exerce sur un bordel flottant, attirent son attention. Celle-ci est en effet réputée pour son sens aigu des affaires et pour être habile dans le commerce de secrets que sa riche clientèle lui partage sur l'oreiller. Cheng I décide de l'enlever puis la demande de mariage. Les motivations de Cheng I à ce sujet sont assez floues. Soit Cheng I est effectivement tombé amoureux d'elle, soit il s'agit d'une proposition purement commerciale. Quoi qu'il en soit Ching Shih accepte la proposition. Par un contrat formel, Ching Shih obtient par ailleurs 50 % du contrôle et des parts de la flotte.  
Ensemble, Ching Shih et Cheng I ont deux fils : Zheng Ying Shi et Zheng Xiong Shi. Le couple adopte ensuite Cheung Po comme leur propre fils, faisant de lui l'héritier légal de Cheng I. 
Cheng I met ensuite à profit ses qualités militaires et sa réputation pour consolider une coalition de flottes de pirates cantonais concurrents. En 1804, la coalition acquiert une force formidable, et devient l'une des flottes de pirates les plus puissantes de Chine. Elle est alors connue sous le nom de la Flotte du drapeau rouge. 

## Mort
Cheng I meurt subitement le 16 novembre 1807. Les sources différent sur les causes de sa mort. Certaines indiquent que la flotte aurait été prise dans une violente tempête et que Cheng I aurait été emporté par-dessus bord. D'autres sources mettent cependant en cause sa femme ou son nouvel héritier. Quoi qu'il en soit, Ching Shih, désormais veuve, consolide alors rapidement son pouvoir aux côtés de son beau-fils Cheung Po Tsai, dont elle se rapproche. Au bout de quelques semaines, ils deviennent amants. Ensemble, ils parviennent à rallier à eux les proches de Cheng I. Ching Shih prend la tête de la flotte et Cheung Po Tsai devient le commandant en second. 